# Equació de Butler-Volmer
L'equació de Butler–Volmer és una de les fórmules fonamentals de la cinètica electroquímica. Descriu com el corrent elèctric a través d'un elèctrode depèn de la diferència de potencial entre l'elèctrode i el si de la solució per a una reacció redox senzilla i unimolecular, considerant que tant la reacció catòdica com l'anòdica tenen lloc en un mateix elèctrode. L'equació va ser formulada per John Alfred Valentine Butler i Max Volmer.

## Definició de l'equació

El primer gràfic mostra la densitat de corrent com a funció del sobrepotencial η, on j_{a} i j_{c} són, respectivament, les densitats de corrent anòdica i catòdica, amb α = α_{a} = α_{c} = 0.5 i j_{0} = 1 mA cm^{−2}. El segon gràfic mostra la representació logarítmica per a valors diferents de α (equació de Tafel).

Tenint en compte que la densitat de corrent té una component anòdica i catòdica,
{\displaystyle j=j_{\rm {a}}+j_{\rm {c}}}
l'equació de Butler–Volmer és:
{\displaystyle j=j_{0}\cdot \left\{\exp \left[{\frac {\alpha _{\rm {a}}zF}{RT}}(E-E_{\rm {eq}})\right]-\exp \left[-{\frac {\alpha _{\rm {c}}zF}{RT}}(E-E_{\rm {eq}})\right]\right\}}
o en una forma més compacta:
{\displaystyle j=j_{0}\cdot \left\{\exp \left[{\frac {\alpha _{a}zF\eta }{RT}}\right]-\exp \left[-{\frac {\alpha _{c}zF\eta }{RT}}\right]\right\}}
on:
- {\displaystyle j}: densitat de corrent de l'elèctrode, A/m²
- {\displaystyle j_{0}}: densitat de corrent de bescanvi, A/m²
- {\displaystyle E}: potencial d'elèctrode, V
- {\displaystyle E_{\rm {eq}}}: Potencial d'equilibri, V
- {\displaystyle T}: Temperatura absoluta, K
- {\displaystyle z}: Nombre d'electrons implicats en la reacció elèctròdica
- {\displaystyle F}: Constant de Faraday
- {\displaystyle R}: Constant de gas universal
- {\displaystyle \alpha _{\rm {c}}}: coeficient de transferència de càrrega catòdic, adimensional
- {\displaystyle \alpha _{\rm {a}}}: coeficient de transferència de càrrega anòdic, adimensional
- {\displaystyle \eta }: sobrepotencial ({\displaystyle \eta =E-E_{\rm {eq}}}).